# Federazione Schützen del Welschtirol
La Federazione Schützen del Welschtirol (FSW) o Federazione delle Compagnie Schützen del Tirolo Meridionale, in lingua tedesca welschtiroler Schützenbund (WTSB), è associazione di promozione sociale della provincia autonoma di Trento che promuove la difesa dei valori cristiani della famiglia, della cultura e della storia comune, delle tradizioni locali, degli usi e costumi.

## Storia
Costituita il 9 luglio 1988 dall'unione delle cinque compagnie Schützen di Mezzocorona, Lavis, Vezzano, Ivano/Telvana e Pergine/Caldonazzo che assommano, al 4 novembre 2019, a un totale di 26.

## Diffusione
Le attuali 26 compagnie scizzeri o sizzeri (Schützenkompanie) che compongono la federazione sono distribuite nelle seguenti località trentine:
- S. K. „Erzherzog Albrecht von Habsburg“ Arco
- S. K. „Major Giuseppe Maria Fedrigoni“ Roveredo / Rofreit[6]
- S. K. „Major Enrico Tonelli“ Vezzano (Vallelaghi)Vezzano
- S. K. Villa Lagarina - Destra Ades / Rechtes Etschiland[7]
- S. K. Rhendena[8]
- S. K. „Hptm. Giovanni Battista Sartori“ Pergine Valsugana - Caldonazzo[9]
- S. K. Kalisberg[10]
- S. K. „Nikolaus Firmian“ Mezzocorona / Kronmetz[11]
- S. K. Lavis[12]
- S. K. Fleimstal / Val di Fiemme
- S. K. Ladins de Fasha[13][14]
- S. K. „Bernardino Dalponte“ Judicarien - Tre Piéf
- S. K. „Domenico Santuari“ Piné - Sover
- S. K. „Giuseppina Negrelli“ Primör - Lozental
- S. K. Strigno
- S. K. „Hptm. Cristoforo Piazza“ Sulzberg / Val de Sol[15]
- S. K. Telve
- S. K. „Mjaor Giuseppe de Betta“ Trient / Trento[16]
- S. K. (Gen. der Inf.) „Ignaz von Verdroß“ Vielgereuth / Folgaria
- S. K. „Drei Heiligen“ Tesino[17]
- S. K. „Hptm. Antonio Nicolò Curti“ Castelàm
- S. K. Roncone[18]
- S. K. „Heiliger Georg“ (?) Königsberg[19]
- S. K. „Bepo Miller“ Nonsberg / Val de Non[20]
- S. K. „Angelo Silvestri“ Val de Leder
- S. K. „Hptm. Eugen Rossaro“ Vallarsa - Trambileno / Brandtal - Trumelays